# Triazolopyrimidine
 (avril 2024).

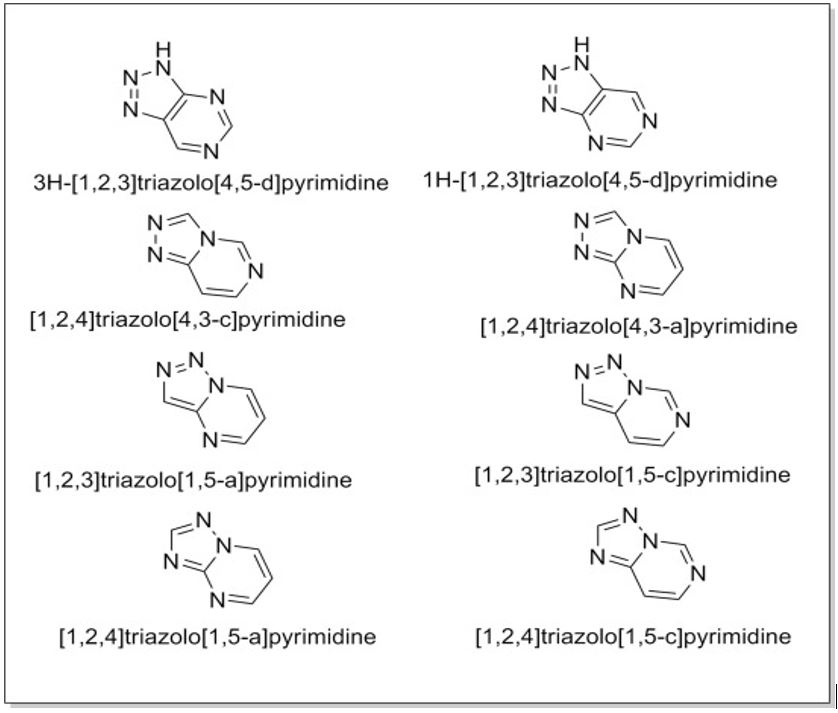
Figure 1 : Exemples de dérivés de triazolopyrimidines

Les triazolopyrimidines[Quoi ?], constituées de cycles triazole et pyrimidine, ont captivé l'attention de la communauté scientifique pour leur diversité d'applications médicales. Leur structure fondamentale a été découverte par Bulow et Haas au début du XXe siècle. Principalement utilisés en oncologie, ces dérivés ont démontré une forte activité anticancéreuse contre 56 lignées de cellules tumorales humaines. En outre, la triazolopyrimidine présente des propriétés antivirales, anti-Alzheimer et antipaludiques dans divers contextes biochimiques. Les différentes activités des dérivés de triazolopyrimidine, illustrées dans la Figure 1, varient en fonction de la disposition des cycles et des substituants. L'intérêt pour ces composés a augmenté en raison de leurs propriétés biologiques et pharmacologiques remarquables, ainsi que des avancées dans leurs méthodes de synthèse. De nouveaux protocoles récemment développés ont ouvert la voie à une diversité accrue de molécules, offrant ainsi des perspectives prometteuses pour la santé humaine et l'environnement.

## Production et synthèse
Il existe plusieurs méthodes de synthèse des triazolopyrimidines généralement divisées en deux groupes de réaction, la réaction de type Biginelli et la condensation.
En 1945, l’un des premiers rapports sur la synthèse du noyau triazolopyrimidine est publié par Robin et al. Ces derniers ont effectué une annulation du noyau triazole en 1,2-diaminopyrimidine.
D’autres méthodes moins classiques mais très efficaces peuvent également mener à l’obtention de triazolopyrimidines comme les réactions de Biginelli ou bien l’exposition aux ultra-sons.

### Réaction de type Biginelli
La fabrication de squelettes de triazolopyrimidines par une réaction de type Biginelli est très efficace. En effet, c’est une méthode plus écologique, sans solvants organiques et qui utilise des catalyseurs comme la vitamine B1. Cette méthode permet de synthétiser le squelette principal afin d’obtenir différents dérivés par la suite.

### Condensation

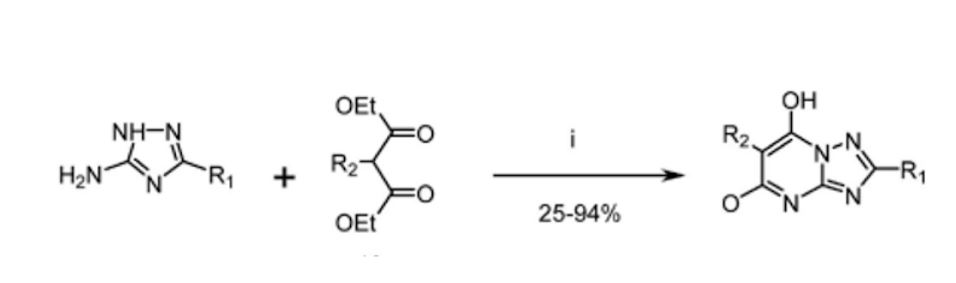
Figure 2 : Réaction de synthèse d'une triazolopyrimidine par condensation

La réaction de condensation peut se faire à l‘aide de plusieurs réactifs différents afin d’obtenir différents dérivés de triazolopyrimidine.
Ici, on cite seulement la réaction de condensation avec des substrats de 1,3-dicarbonyl ainsi qu’avec l’acide malonique qui sont les plus efficaces dans la formation des triazolopyrimidines.  
La technique de synthèse des triazolopyrimidines la plus répandue est l’annulation d’un système de pyrimidine par le biais d’une réaction de condensation entre le 5-amino-1,2,4-triazole et des dérivés du 1,3-dicarbonyl. Autrement dit, on utilise des dicétones, jugées très efficaces pour synthétiser des triazolopyrimidines substituées. Un exemple de synthèse par condensation est présenté à la Figure 2.

#### Condensation avec l'acide malonique[1]
La synthèse du dérivé dihydroxy de la triazolopyridine s’effectue par  la réaction de dérivés d'amino triazoles avec des esters d’acide malonique. Cette interaction peut se faire en utilisant une base comme le méthoxyde de sodium ou la tributylamine.

#### Annulation d’un anneau de 1,2,4-triazole sur un noyau de pyrimidine[1]
Pour la synthèse du triazolo[1,5-a]pyrimidine, les hydrazines acides ont été condensées avec des bases sur les systèmes d’amino-pyrimidines en présence de chlorure de fer (III).

### Conditions expérimentales de synthèse: l’exposition aux ultra-sons
La synthèse de triazolopyrimidines poly-substituées peut également se faire par ultra-sons dans des solvants tels que le AcOH, EtOh ou le CH3CN portés à haute température pendant quelques minutes. Les meilleurs rendements en lien avec cette technique ont été observés en présence d’AcOH chauffé à 99°C.

## Réactions avec les triazolopyrimidines
Les triazolopyrimidines sont des molécules organiques. Elles vont donc être impliquées dans toutes les réactions types de la chimie organique telles que l’alkylation, l’halogénation ou encore la nitration. La condensation est la réaction de synthèse principale pour obtenir des dérivés utilisés en médecine.
En 1961, Makisumi Y. a réalisé le couplage de 5-hydroxy-7-amino & 5, 7 dérivés dihydroxy de triazolo pyrimidine avec de l’acide diazobenzenesulfonique ou du sel de benzène diazonium dans divers milieux. La réaction de substitution électrophile produit des dérivés testés pour leur activité anti métabolite et antitumorale. Makisumi a aussi traité la substitution nucléophile ainsi que la nitration de la triazolopyrimidine sur des dérivés dihydroxy de s-triazolo[2,3a]pyrimidine avec un mélange d’acide nitrique et d’acide sulfurique concentré.

## Exemple de molécules et utilisations
Les dérivés triazolopyrimidines ont plusieurs activités thérapeutiques qui sont définies selon la position des substituants sur la molécule initiale de triazolopyrimidine.

### Anti-inflammatoire

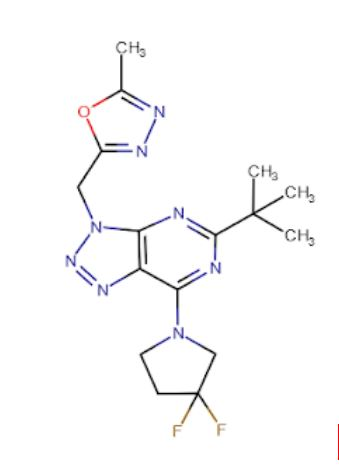
Dérivé de triazolopyrimidine ayant des propriétés anti-inflammatoires

En 2016, Nettekoven et al. ont découvert  de nouvelles molécules compatibles avec les récepteurs CB2 dérivés de la 1,2,3-triazolopyrimidine prometteurs pour le traitement des maladies rénales inflammatoires. Leur découverte vient d’une étude d’identification de molécules utilisées sur des cellules pour tester leur efficacité appelée un criblage cellulaire à haut débit  de molécules hétérocycliques.

### Anticancéreux

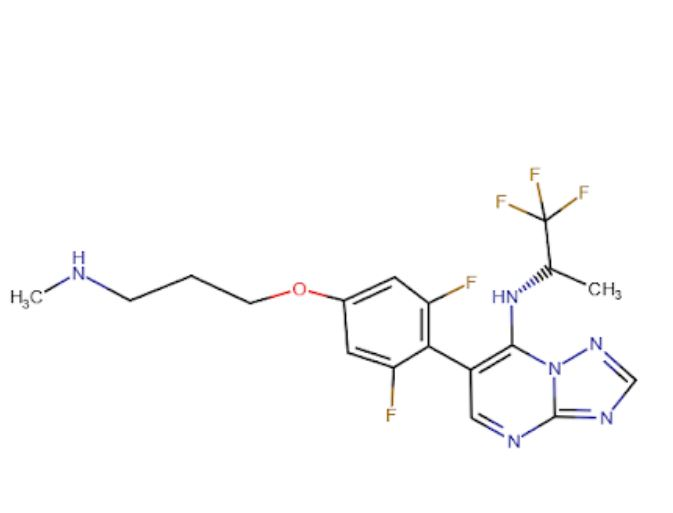
Dérivé de triazolopyrimidine utilisé comme anti-cancéreux

La société pharmaceutique Wyeth a entrepris une étude des composés appartenant à la classe des dérivés de la triazolopyrimidine, envisageant leur potentiel en tant qu'agents chimiothérapeutiques. À la suite d'études approfondies, un dérivé spécifique de la triazolopyrimidine, désigné sous le nom de Cévipabuline, a été synthétisé pour son activité anticancéreuse remarquable tant in vitro qu'in vivo.

### Anti-sida
Dans le cadre de la préparation d'un médicament contre le SIDA, un composé a été développé destiné à être utilisé comme inhibiteur non nucléosidique de la transcriptase inverse du VIH-1. Le procédé de préparation de cet inhibiteur de classe triazolopyrimidine implique l'utilisation d'aminotriazole (ATA) comme matériau d'initiation, suivie par la génération du cycle triazolopyrimidine via la cyclisation du malonate de diéthyle.

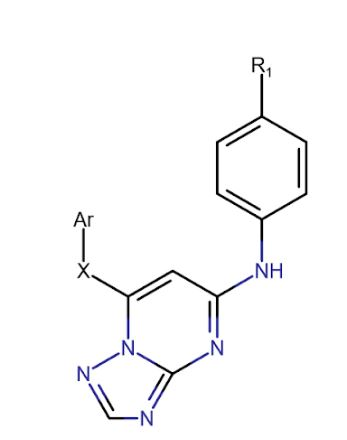
Dérivé de triazolopyrimidine inhibiteur de la transcriptase du VIH-1

### Anti-Alzheimer
Une synthèse pour créer des composés hybrides anti-Alzheimer, de type naphtalène-triazolo-pyrimidines, a été développée visant à inhiber certaines enzymes impliquées dans la maladie d'Alzheimer, ainsi que l'agrégation de l'Aβ. La maladie d'Alzheimer est causée par l’accumulation de ce peptide dans le cerveau. Cette molécule sert également d’antioxydant pour les cellules atteintes.

### Autres utilisations possibles
Au cours des dernières recherches sur les triazolopyrimidines, il a été découvert que certains dérivés peuvent agir comme inhibiteurs de polymérases virales et peuvent donc lutter contre l’hépatite C.
La triazolopyrimidine est aussi candidat comme traitement anti-malaria. Elle agirait sur l’enzyme DHODH comme inhibiteur de celle-ci.
Certains dérivés seraient aussi efficaces contre la maladie de Chagas.